# Arcizans-Avant
Arcizans-Avant è un comune francese di 374 abitanti situato nel dipartimento degli Alti Pirenei nella regione dell'Occitania.

## Società

### Evoluzione demografica
Abitanti censiti